# 星野靖雄
星野 靖雄（ほしの やすお、1945年（昭和20年） -  ）は、日本の経営学者。
専門は、経営管理論・経営財務論。筑波大学名誉教授。経済学博士。

## 概要
研究テーマはM&Aや海外子会社の実証分析。東洋大学、名古屋市立大学、筑波大学、愛知大学を経て、筑波大学名誉教授、愛知大学経営総合研究所客員研究員、早稲田大学トランスナショナルHRM研究所招聘研究員。
所属する経営行動科学学会では2006年より会長を務め、現在は顧問。機関誌「経営行動科学」の編集委員長を務め、現在は常任編集委員をしている。また、経営行動科学学会を代表して日本経済学会連合の評議員を2005年より、2012年からは経営関連学会協議会の理事を務めている。
また、2012年4月より2016年3月まで、公益財団法人日米教育交流振興財団の理事であった。

## 人物
名古屋市出身。名古屋市立長良中学校、愛知県立旭丘高等学校を経て名古屋工業大学工学部に入学。卒業後は東京大学大学院経済学研究科に進学。
1975年より東洋大学経営学部に着任。1984年より名古屋市立大学経済学部に転出。名市大在任中の1988年に経済学博士を同大より授与される。論文の題は「A study of corporate mergers in Japan （我国における企業合併の研究）」。
1994年より筑波大学に転出。社会工学系に所属し、社会工学類、大学院経営・政策科学研究科、大学院社会工学研究科などの講義を担当。後に所属は大学院システム情報工学研究科に移る。筑波大学時代の教え子に葉聡明（九州大学）星法子（白鷗大学)、Lani Alcantara （立命館アジア太平洋大学）等がいる。
2007年、筑波大学を退任し、愛知大学会計大学院の教授となる。愛知大学では経営学研究科の教授も併任。2015年に会計大学院が廃止された際には、学部（経営学部）に移動せず、経営学研究科所属となる。担当科目は「国際経営論特殊講義」「経営学特別講義」「経営分析特殊講義」など。
2016年愛知大学大学院経営学研究科を定年退職し、環太平洋大学経営学部現代経営学科教授となり、現在、愛知大学国際問題研究所、経営総合科学研究所、国際中国学研究センター客員研究員、中部地方産業研究所客員所員。
学会、委員活動としては、日本経済学会連合評議員、経営行動科学学会会長、経営関連学会協議会理事、日米教育交流振興財団理事などを歴任。Review of Pacific Basin Financial Market and Policies, Journal of Financial Market and Analysis, Modern Economy等の編集委員。

## 略歴
- 1945年 - 愛知県に生まれる。
- 1968年3月 - 名古屋工業大学工学部経営工学科卒業。
- 1975年3月 - 東京大学大学院経済学研究科博士課程単位取得満期退学。
- 1975年4月 - 東洋大学経営学部専任講師。
- 1978年4月 - 東洋大学経営学部助教授。
- 1984年4月 - 名古屋市立大学経済学部助教授。
- 1988年4月 - 名古屋市立大学経済学部教授。
- 1988年11月 - 経済学博士（名古屋市立大学）。
- 1994年4月 - 筑波大学社会工学系教授。
- 2004年4月 - 筑波大学大学院システム情報工学研究科教授。
- 2006年4月 - 経営行動科学学会会長（- 2008年3月）。
- 2007年4月 - 愛知大学大学院会計研究科（会計大学院）教授。
- 2007年4月 - 筑波大学名誉教授。
- 2015年4月 - 愛知大学大学院経営学研究科教授。
- 2016年4月 - 愛知大学国際問題研究所、経営総合科学研究所、所国際中国学研究センター客員研究員、中部地方産業研究所客員所員、環太平洋大学経営学部現代経営学科教授(-2017年3月).
- 2017年12月-早稲田大学トランスナショナルHRM研究所招聘研究員

## 所属学会
- 日本経営学会
- 日本経営財務研究学会
- 日本ファイナンス学会
- 国際ビジネス研究学会
- 経営行動科学学会

## 受賞歴
- 2006年 - 国際ビジネス学研究会 学会賞
- 2006年 - 経営行動科学学会 優秀研究賞
- 2007年 - 経営行動科学学会 優秀研究賞
- 2014年 - マレーシア工科大学連合学会 最優秀論文賞

## 著書

### 単著
- 『企業行動と組織動学』（1977年／白桃書房）
  - 『企業行動と組織動学 増訂版』（1990年／白桃書房）
- 『企業合併の計量分析』（1981年／白桃書房）
  - 『企業合併の計量分析 改訂版』（1990年／白桃書房）
- 『中小金融機関の合併分析』（1992年／多賀出版）
- A Study of Corporate Mergers in Japan, 2011,VDM Verlag

### 共著
- （東洋大学付属電子計算機センター）『コンピュータ利用の理論 情報科学10年の歩み』（1978年／白桃書房）
- （佐藤和夫）『The Anatomy of Japanese Business』（1984年／M.E. Sharp Inc・Croom Helm）
  - （佐藤和夫）『The Anatomy of Japanese Business』（2011年／Routledge）
- （野中敏雄〔編〕）『選択の諸相 多様化する現代社会を生きるために』（1985年／翔人社）
- （高柳暁〔編〕）『エレメンタル 経営管理』（1998年／英創社）
- （薄井彰〔編〕）『M&A21世紀<2>バリュー経営のM&A投資』（2001年／中央経済社）
- （日本経営診断学会〔編〕）『経営パラダイムシフトの診断 新経営システムの提言』（2002年／同友館）
- （経営行動科学学会〔編〕）『経営行動科学ハンドブック』（2011年／中央経済社）
- （Yasuo Hoshino [著]）”A Study of Corporate Mergers in Japan: Empiricak Srudies by Accounting Data" (VDM, 2011)
- （Hamid Hassan [共著]）”Transition in Japanese Employment Model: Causes and consequences of changes in the Japanese employment model in the post economic bubble era”（Lambert Academic Publishing, 2013)
- （Nurul Zarirah Nizam [共著]） "International Green Marketing and Retail Companies” （Lambert Academic Publishing, 2016)
- （Mohd Fazli Mohd Sam）[共著]） "Performance of ICT Companies in ASEAN and East Asia" （Lambert Academic Publishing, 2016)
- （Kais Ben Yousself [共著]） "Entry Mode Strategies and International Performance" （Lambert Academic Publishing, 2016)
- （Ilian Petrov Somlev[共著]） "Subsidiary Network and Location on Multinational Performance"（Lambert Academic Publishing, 2016)
- (Pimonwan Mahujchariyawong [共著]) "The Performance of Japanese Direct Investment in Four ASEAN Countries" (Lambert Academic Publishing, 2016)
- (Cristian Vega-Cespedes [共著]) "Japanese FDI in the USA and Latin America" (Lambert Academic Publishing, 2016)
- (Paiboon Archarungroj [共著]) "Firm Size, R&D and Performance of Japanese and Thai Firms" (Lambert Academic Publishing, 2016)
- (Mourad Mansour [共著]) " Performance of Japanese Foreign Investments in NAFTA, Europe and NIEs" (Lambert Academic Publishing, 2016)
- (P.S.M. Gunaratne, Yasuhiro Yonezawa [共著]) " Long Term Return Reversals in the Tokyo Stock Exchange" (Lambert Academic Publishing, 2016)
- (Mehdi Rasouli Ghahroudi, Yasuo Hoshino, Stephen Turnbull [共著]) "Foreign Direct Investment： Ownership Advantages, Firm Specific Factors, Survival and Performance"(World Scientific, 2018)